# Фудзита, Цугухару
Цугухару Фудзита (яп. 藤田 嗣治 Фудзита Цугухару, фр. Tsuguharu Foujita, также Леонард Фужита (фр. Léonard Foujita), 27 ноября 1886, Токио — 29 января 1968, Цюрих) — французский живописец и график парижской школы, выходец из Японии. Художественное образование получил в Токийской высшей школе изящных искусств. Впервые приехав в Париж в 1913 году, долгое время жил и работал во Франции, а в 1955 году получил французское гражданство. При жизни пользовался широкой международной известностью; персональные выставки Фудзиты проходили во многих странах мира. Создал собственный стиль, объединив в своём творчестве приёмы японской живописи и гравюры с традициями европейского реализма. Наиболее известны его ню, многочисленные изображения кошек, портреты женщин и детей, а также автопортреты. В конце жизни обратился в католицизм, приняв имя «Леонард Фужита», и писал картины на религиозные темы. Умер от рака в Цюрихе в 1968 году. При жизни получив одну из важнейших наград Франции, орден Почётного легиона, посмертно был награждён японским орденом Священного сокровища 1-го класса. Прах художника захоронен в Реймсе, в так называемой часовне Фудзиты, которую он спроектировал и собственноручно расписал в возрасте 80 лет. В Реймсе также находится крупнейшая в мире коллекция его работ.

## Биография

### Детство и юность в Японии
Цугухару Фудзита родился в Токио и происходил из знатного рода Фудзита (фамилия «Фудзита» означает «поле глициний»; имя «Цугухару» — «наследник мира»). Его отцом был генерал Цугуакира Фудзита, врач Императорской армии. Мать, Маса Фудзита, умерла в 1891 году; у Цугухару были также старший брат и двое старших сестёр.
Когда ребёнку было два года, семья переехала на юг Японии, в город Кумамото. Здесь маленький Цугухару с восторгом открыл для себя мир природы, который вдохновил его на первые зарисовки. Впоследствии художник часто вспоминал о своём детстве в доме у речки.
В 1892 году семья Цугухару вернулась в Токио. Пойдя в 1893 году в начальную школу, мальчик обнаружил явные способности к живописи. В 1900 году официальное жюри выбрало рисунок юного художника для демонстрации в павильоне Японии на Всемирной выставке в Париже.
В Токио Цугухару познакомился с западным искусством, и у него появилась мечта отправиться в Париж, столицу искусств. Вопреки опасениям Цугухару, отец принял его решение стать художником, однако он и его друг, писатель Мори Огай, посоветовали юноше получить образование в Японии.
В 1904 году Фудзита начал готовиться к поступлению в Токийскую высшую школу изящных искусств (ныне Токийский университет искусств). Параллельно с этим он изучал французский язык и из любопытства посещал католическую церковь. Успешно пройдя вступительные испытания, Фудзита поступил в Школу в 1905 году. В течение первого испытательного семестра он изучал традиционную японскую живопись, но затем выбрал курс западной живописи маслом. Преподаватели отмечали Цугухару как способного и усердного студента, хотя и критиковали за чрезмерное пристрастие к западной манере живописи. В эти же годы проявилась его склонность к экстравагантности, необычным аксессуарам и лёгкому эпатажу в одежде, отличавшейся, впрочем, неизменной элегантностью.
В 1906 году Фудзита отправился в путешествие по Китаю и Маньчжурии. Вернувшись, однако, он заново открыл для себя очарование японских пейзажей и писал преимущественно их. В этот период он познакомился с Томико Токитой (яп. 登美子), также студенткой Токийской школы искусств, которая вскоре станет его женой.
В 1910 году Фудзита закончил своё обучение в школе искусств; в качестве дипломной работы он представил автопортрет (первый из известных; впоследствии Фудзита создал множество работ в этом жанре). В 1911 году он получил первый официальный заказ: портрет императора Кореи, находящегося в изгнании в Японии. В этом же году его пейзажи неоднократно демонстрировались на выставках в Токио. Несмотря на относительный успех, Фудзита продолжал мечтать о Париже. Отец не возражал против отъезда сына и даже согласился помогать ему материально, при условии, что через три года тот вернётся на родину. 8 июня 1913 года Цугухару Фудзита отправился во Францию.

### Париж

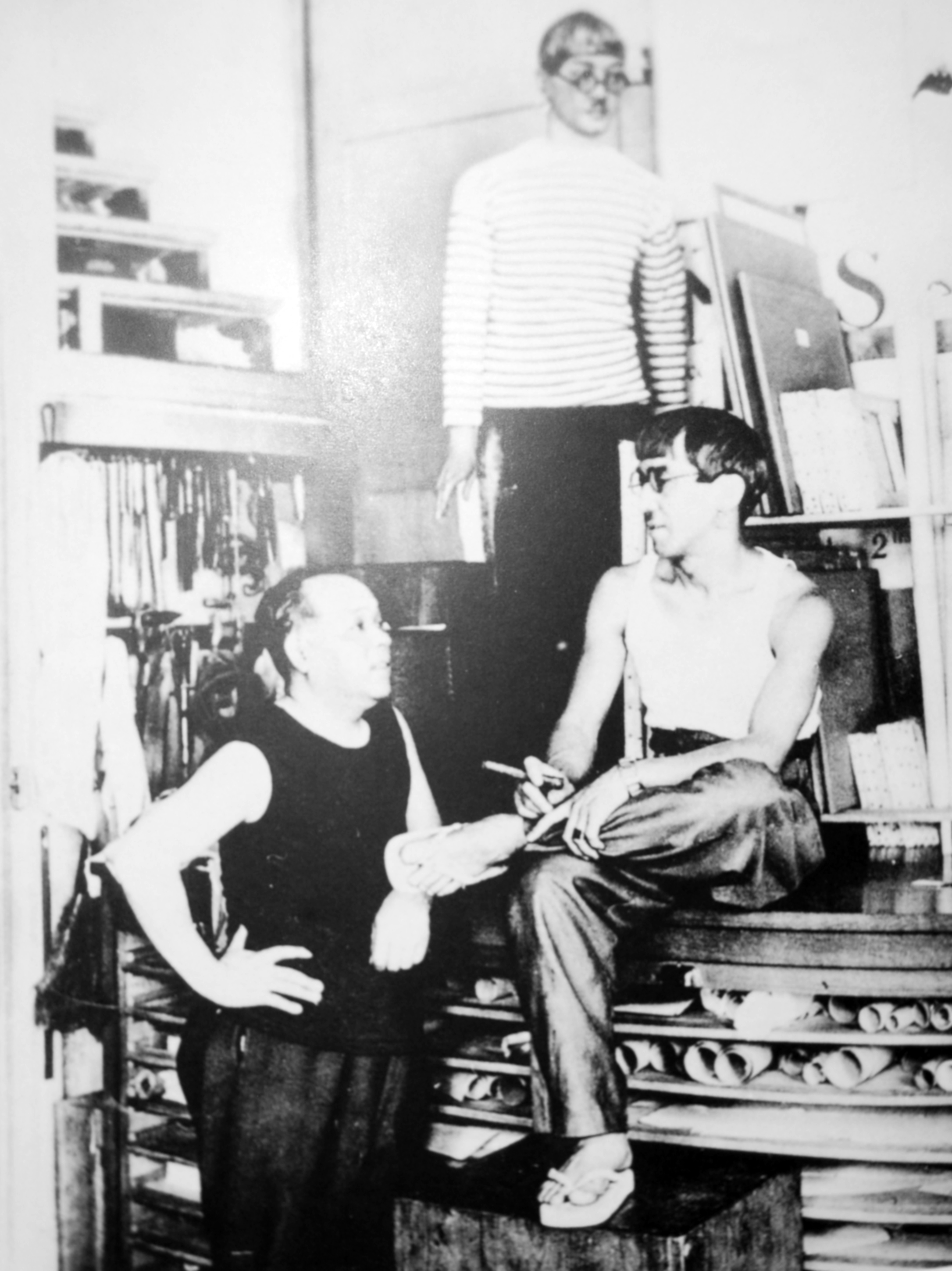
Фудзита в своей мастерской (1918)

Фудзита сошёл с корабля в Марселе 5 августа 1913 года. По прибытии в Париж он поселился в квартале Монпарнас, где жили художники, поэты и прочие люди, связанные с искусством. В кафе он встретил чилийского художника Мануэля Ортиса де Сарате, который познакомил его с Пикассо. В мастерской Пикассо он увидел его собственные работы «голубого периода» и ряд кубистических полотен, а также картины Таможенника Руссо, которые произвели на него огромное впечатление. Со временем Фудзита познакомился со множеством монпарнасских художников и поэтов: Аполлинером, Жакобом, Браком, Леже, ван Донгеном, Боннаром, Вламинком, Марке, Дюфи… Он также сблизился с иностранными художниками так называемой парижской школы: Модильяни, Паскином, Сутиным и другими. Экстравагантный японец в очках привлекал всеобщее внимание. Друзья дали ему прозвище «Фу-фу» (фр. fou — сумасшедший).
Фудзита поставил перед собой задачу: объединить в своём творчестве Восток и Запад. Ему не хватало денег на масляные краски, поэтому он обратился к графике и акварели. Несмотря на крайнюю нищету, он много и плодотворно работал. 1914—1915 годы стали для Фудзиты периодом поиска стиля; многие его произведения носили в то время следы влияния кубизма и футуризма. Как вспоминал впоследствии сам художник, он был настолько недоволен собой, что часть работ уничтожал ещё в процессе создания, а в 1914 году сжёг около 500 своих картин — чтобы согреться и чтобы в будущем они не позорили его имя.
Фудзита регулярно посещал Лувр, изучая и копируя произведения великих предшественников. Кроме того, стремясь постичь основы европейской цивилизации, он обратился к культуре Древней Греции и посещал «Академию» Раймонда Дункана. Тем временем прошли три года, по истечении которых Цугухару должен был вернуться в Японию. Он принял решение не возвращаться и написал письмо отцу, в котором отказался от его финансовой поддержки. Даже начало Первой мировой войны не повлияло на его твёрдое намерение остаться в Париже.

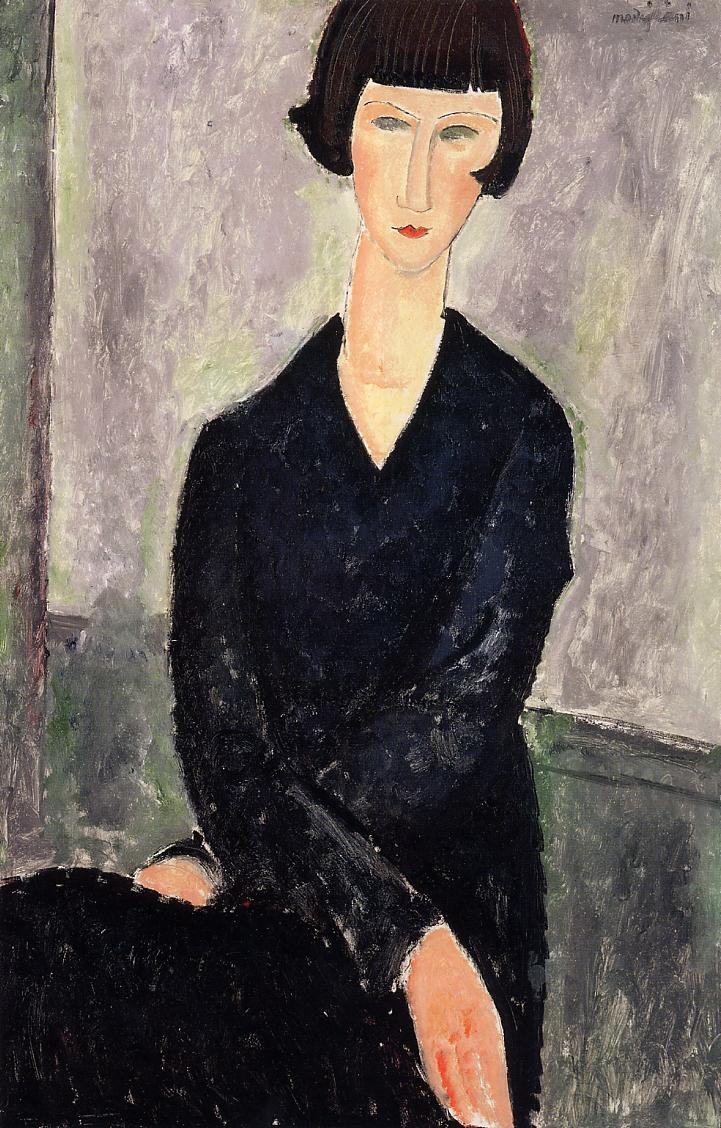
Портрет Фернанды Барри работы Амедео Модильяни

В 1917 году Фудзита встретил Фернанду Барри, в которую влюбился. Они стали мужем и женой (к этому времени Фудзита уже был разведён с Томико), и художник переехал жить к Фернанде, которая энергично взялась «продвигать» его творчество. Во многом благодаря ей в 1917 году прошла первая персональная выставка Фудзиты в галерее Шерон (фр. Galerie Chéron), где демонстрировались 110 его акварелей. В день открытия на выставку пришёл Пикассо и, по воспоминаниям Фудзиты, провёл на ней несколько часов, внимательно разглядывая рисунки. Выставка принесла художнику успех; его работы начали продаваться. Побочным эффектом успеха было и то, что Фудзита наконец-то мог позволить себе купить масляные краски и заняться масляной живописью. Кроме того, он смог посетить Италию, где воочию увидел великие произведения искусства. Глядя на «Тайную вечерю» да Винчи, художник впервые пережил что-то вроде религиозного откровения. Кроме того, Фудзите удалось встретиться с папой римским Бенедиктом XV, который дал ему разрешение в любое время приходить и изучать фрески Ватикана. Папа также заказал художнику свой портрет, но умер до того как портрет был готов.
С 1919 года Фудзита выставлялся в парижском Осеннем салоне, где его картины привлекали всеобщее внимание. К 1921 году определился основной круг тем его живописи: обнажённые женщины, кошки, дети, автопортреты. В эти же годы окончательно закрепился и избранный им для себя образ: длинная чёлка, очки, маленькие усики и необычные костюмы (многие из которых Фудзита шил себе сам); на левом запястье татуировка в виде часов (единственных, по словам самого Фудзиты, которые позволяли ему быть непунктуальным). Его излюбленная модель в эти годы — Кики с Монпарнаса; её портрет в образе обнажённой женщины в обрамлении туали из Жуи, выставленный в Осеннем салоне 1922 года, принёс Фудзите огромный успех и продемонстрировал его тонкое чувство цвета. Он стал членом жюри Осеннего салона и одним из самых известных парижских художников.

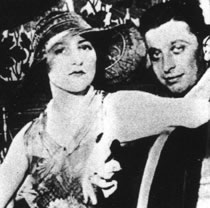
Люси Баду и Робер Деснос

В 1923 году Фудзита и Фернанда расстались: у каждого из них появилось новое увлечение. Пассией Фудзиты стала юная бельгийка Люси Баду (фр. Lucie Badoud), которую он называл «Юки» — по-японски «снег». Впоследствии Фудзита многократно писал её в различных образах, а картина «Юки — снежная богиня» произвела настоящий фурор в Осеннем салоне 1924 года. Однако отношения с Юки не отвлекали художника от упорной работы (по его собственным словам, в тот период он трудился по 14, иногда 18, часов в день). В совершенстве овладев техникой живописи, Фудзита начал писать крупноформатные картины, а в 1925 году обратился также к искусству гравюры.
Слава художника росла, в том числе и за пределами Франции. Крупные меценаты, промышленники и банкиры заказывали ему портреты, пейзажи и декоративные панно для интерьера. В 1925 году Фудзита стал кавалером Ордена почётного легиона и получил бельгийский орден Леопольда I. В 1929 году он женился на Юки, и они вместе отправились в Японию. Супруги посетили Кумамото, город детства Фудзиты, Киото, Токио. Однако уже в 1931 году Фудзита вынужден будет расстаться с Юки, влюбившейся в поэта Робера Десноса, с которым сам Фудзита длительное время поддерживал дружбу.

### Годы странствий
В октябре 1931 года Фудзита отправился в большое путешествие, сопровождаемый своей натурщицей и бывшей танцовщицей Мадлен Лекё (фр. Madeleine Lequeux). Среди посещённых им стран были Соединённые Штаты, Центральная и Латинская Америка, Китай и Индокитай. На протяжении всего путешествия, длившегося два года, Фудзита писал путевые заметки. Кроме того, всё это время он многократно рисовал Мадлен. Выставки Фудзиты проходили в больших городах (Буэнос-Айрес, Росарио, Кордова), неизменно с большим успехом.

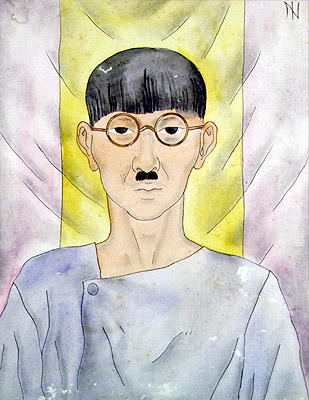
Исмаэль Нери. Портрет Фудзиты. Ок. 1930—1934

В ноябре 1933 года Фудзита и Мадлен отправились в Токио, где Цугухару встретился со своим стариком-отцом, которому исполнилось 80 лет. Художник решил задержаться в Японии, где его принимали с почётом, как прославленного соотечественника. В Токио и Киото были организованы его выставки; он также писал, на заказ, масштабные фрески и портреты соотечественников. 29 июня 1936 года его жизнь омрачило трагическое событие: в возрасте 27 лет от передозировки кокаина умерла Мадлен, что стало огромным потрясением для Фудзиты. Однако ещё до того, в 1933 году, он познакомился с юной японкой Кимиё, на 25 лет моложе самого Фудзиты, и увлёкся ей. В декабре 1936 года Кимиё стала пятой (и последней) женой художника.
В 1936 году, за ужином в его честь, Фудзита нескромно назвал себя первым художником своего времени. Богатый коллекционер из Акиты, Хирано, бросил ему вызов, предложив создать «величайшую в мире картину». Фудзита принял вызов; задуманная картина должна была, в первую очередь, поражать своими размерами и скоростью исполнения. Темой он выбрал времена года в Аките. Фудзита начал работать без предварительных эскизов, которые слишком замедлили бы работу, но по различным причинам дело продвигалось плохо. Хирано воззвал к его чести и даже предложил Фудзите совершить ритуальное самоубийство из-за нарушенного слова. В конце концов Фудзита завершил работу, потратив на неё 174 часа; грандиозное полотно размером 3,65 на 20,5 м ныне находится в художественном музее города Акиты.
В 1937 году началась японо-китайская война, и в 1938 году Министерство военно-морского флота делегировало Фудзиту в Китай в качестве военного художника. Однако Фудзита тосковал по Парижу, и весной 1939 года он, вместе с Кимиё, ненадолго вернулся туда и вновь поселился на Монмартре. Но уже в мае следующего года, ввиду нестабильной политической ситуации, супруги вернулись в Японию.

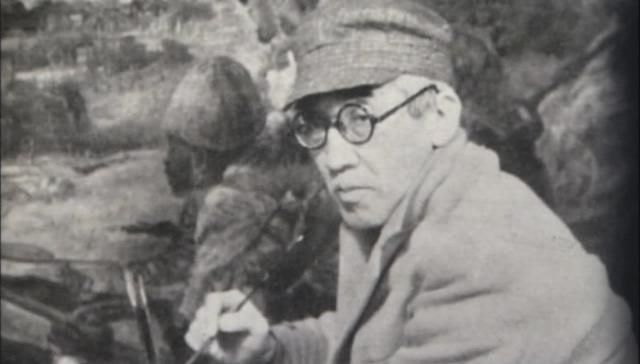
Сопрезидент Ассоциации военных художников (1942)

В годы Второй мировой войны Фудзита стал военным художником на службе у японского правительства. На протяжении пяти лет он выполнял то, что считал своим долгом по отношению к Японии, сопровождая японские армию и флот, делая многочисленные зарисовки и рисуя военные плакаты. Всего за это время он создал не менее 150 картин маслом и около 50 акварелей. По всей видимости, военное искусство стало для Фудзиты источником подлинного вдохновения. Впоследствии это вызовет критику со стороны ряда соотечественников, полагавших, что он не должен был ставить свой талант на службу японскому милитаризму. Так, ассоциация японских художников крайне резко обвиняла Фудзиту в том, что его искусство сыграло огромную роль в деле военной пропаганды.
Это стало одной из причин, по которой Фудзита принял решение покинуть Японию. Однако ему не удалось получить французскую визу: очевидно, Франция не хотела пускать главного военного художника страны-противника в недавней войне. Лишь в 1949 году, благодаря вмешательству генерала Макартура, Фудзите удалось уехать, но не во Францию, а в США, где у него были связи и поклонники. В Нью-Йорке, наконец, он вновь почувствовал себя свободным и способным наслаждаться жизнью. Фудзита много рисовал и преподавал в Бруклинской школе изящных искусств. Однако и здесь в нём видели в первую очередь бывшего военного художника. Группа нью-йоркских художников устроила демонстрацию перед галереей, где проходила его выставка, и подписала петицию против Фудзиты, в которой призывала относиться к нему как к «фашистскому художнику» и орудию японской военной пропаганды. Тем временем Франция согласилась выдать Фудзите визу, и 27 января 1950 года он и Кимиё покинули Нью-Йорк.

### Возвращение во Францию
По приезде в Париж Фудзита сообщил журналистам, что вернулся, чтобы остаться навсегда и быть похороненным на кладбище Монпарнас рядом с Модильяни. Он с радостью встретил старых друзей: Сальмона, Брака, Вламинка, Дерена. Фудзита узнал о новых парижских знаменитостях и о новых течениях в живописи, но предпочёл держаться в стороне от них. Уже через два месяца после прибытия художник подготовил первую выставку, на которой были представлены 50 полотен. После военных лет он вернулся к старым сюжетам — женщины, кошки, дети — в которых ощущались мечтательность и меланхолия. Он также предпринял большое путешествие по Алжиру и Испании, где его выставки проходили с неизменным успехом. Вернувшись, он преподнёс в дар Государственному музею современного искусства четыре крупных работы, в знак признательности принявшей его Франции.
В 1950-х годах Фудзита интенсивно работал, создавая живописные произведения, гравюры, афиши и иллюстрации к дорогим книжным изданиям. У него были две соседствующих друг с другом мастерских на улице Кампань-Премьер: в одной он не только работал, но и жил вместе с Кимиё; другая предназначалась только для творчества и, кроме того, в ней были собраны разнообразные предметы, привезённые художником из разных стран или купленные на блошином рынке и у антикваров: десятки старинных кукол, фаянсовые вазы, птичьи клетки, гобелены, предметы мебели и т. п. В 1952 году в Париже прошла ещё одна значительная выставка Фудзиты, где экспонировались сорок работ маслом и десять акварелей. В 1953 году две персональные выставки художника прошли в Испании, в Барселоне и в Бильбао. В Барселоне открытие выставки посетили десять тысяч человек; оно широко освещалось прессой. Там же, в Барселоне, Фудзита познакомился с Сальвадором Дали и сделал рисунок, на котором изобразил Дали в шаржированном виде и себя рядом с ним. Дали подписал под рисунком «Мы — величайшие рисовальщики».

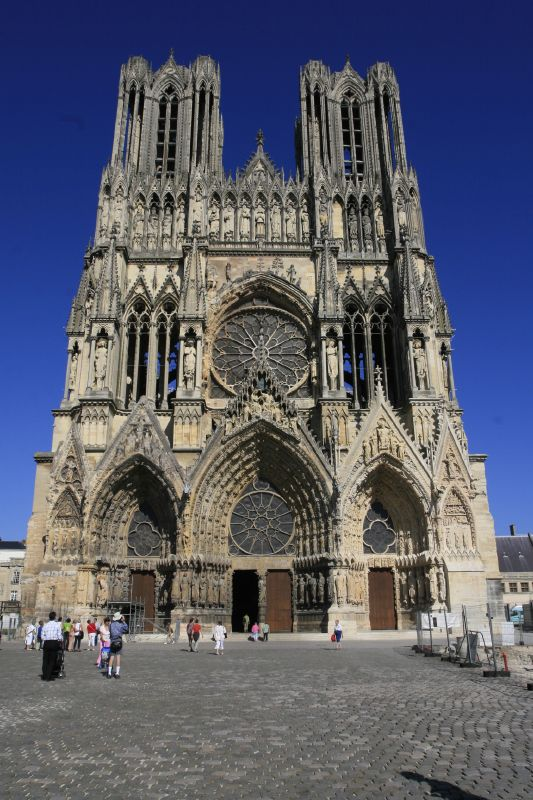
Реймсский собор

В 1954 году Фудзита развёлся с Люси Баду (все эти годы их брак официально не был расторгнут), и 5 октября зарегистрировал свой брак с Кимиё в мэрии XIV округа. В 1955 году супруги получили французское гражданство. Хоть Фудзита и порвал тем самым связи с родной страной, в Японии неоднократно организовывались крупные выставки его работ. В 1957 году он стал офицером Ордена почётного легиона; в 1958 году его избрали членом бельгийской Королевской академии изящных искусств.
Фудзита неоднократно обращался в своём творчестве к сюжетам, связанным с христианством. В 1959 году он работал над иллюстрациями к Апокалипсису. Работа захватила его и, само собой, заставила перечитать Библию. 18 июня 1959 года он посетил, вместе со своим другом Жоржем Прадом, Реймсский собор, где пережил своего рода религиозное озарение и решил стать католиком (до этого, по его словам, он не исповедовал никакой религии). Под руководством священника Фудзита изучал Священное писание и старался приобщить к новой вере свою жену. 14 октября 1959 года Фудзита и Кимиё приняли крещение в Реймсском соборе, при большом стечении публики и прессы. Крёстными Фудзиты стали Рене Лалу, адвокат и глава дома шампанского Mumm, и жена Франсуа Теттенже, главы винодельческого дома Taittinger. Крёстные Кимиё — Жорж Прад и его супруга. При крещении Фудзита принял имя «Леонард Франсуа Рене»: Леонард — в память о неизгладимом впечатлении, которое произвела на него «Тайная вечеря» Леонардо да Винчи; Франсуа — в честь почитаемого им святого Франциска Ассизского; Рене — в честь крёстного. Кимиё приняла имя «Мари-Анж-Клэр».
В 1961 году Фудзита и Кимиё решили поселиться в сельской местности и купили домик в Вилье-ле-Бакль, в 30 км на юго-запад от Парижа. Пара жила уединённо и регулярно посещала старинную церковь неподалёку от их дома.
В 1964 году Фудзита решил возвести часовню в Реймсе, в память о своём обращении, случившемся именно в этом городе. Собственно говоря, мечта собственноручно расписать церковь возникла у него ещё в день крещения. Его поддержал Рене Лалу: он взял на себя расходы и выделил Фудзите участок рядом с погребами дома Mumm. Фудзита сам изготовил макет будущей часовни; он хотел, чтобы она была скромной, в романском стиле, и вписывалась в реймсский пейзаж. Затем он изучил технику фрески, подготовил эскизы и сам расписал всё внутреннее пространство церкви сценами из жизни Христа, Пресвятой Девы и видениями Апокалипсиса. Витражи, изготовленные реймсским мастером, изображали Сотворение мира, грехопадение и Ноев ковчег. 1 октября 1966 года епископ Реймса торжественно освятил часовню.
В декабре 1966 года здоровье художника начало ухудшаться. Проведённое в Париже обследование выявило рак. После операции наступило кратковременное улучшение, но уже в марте Фудзите снова стало хуже и его снова госпитализировали, на этот раз в Цюрихе. В октябре он попросил близкого друга записать его последние мысли: воспоминания об ужасах войны, распоряжения относительно картин и похорон (Фудзита хотел быть похороненным в своей часовне или рядом с ней).
Цугухару Фудзита умер 29 января 1968 года, в возрасте 81 года. Его последними словами были: «Мой Господь, даруйте мне смерть». Согласно воле самого художника, его отпевание прошло в Париже, в церкви Нотр-Дам-де-Шан на Монпарнасе. В последний путь художника провожали многочисленные друзья, которые затем собрались на поминальную трапезу в кафе «Куполь». Затем тело перевезли в Реймс и, после торжественной церемонии прощания в Реймсском соборе, похоронили на Северном кладбище, в ожидании, пока в часовне будет подготовлено место для захоронения. Однако несколько лет спустя Кимиё распорядилась, чтобы останки мужа были перенесены на церковное кладбище в Вилье-ле-Бакль. Лишь в 2003 году прах Фудзиты будет перезахоронен в часовне; в 2009 году здесь же будет погребена и Кимиё.

## Творчество
Искусство Фудзиты объединило в себе традиции японской живописи, достижения европейского искусства и искания французских художников XX века. Он был близок к так называемой «парижской школе», однако официально не принадлежал ни к какому художественному течению и выработал собственный, легко узнаваемый стиль, объединив в своём творчестве строгую линейность японской гравюры с традициями европейского реализма. Его работы отличаются совершенством живописной техники, виртуозностью рисунка (при второстепенной роли цвета), атмосферой изысканности и утончённости. Вместе с тем ряд критиков отмечает некоторое однообразие сюжетов, свойственное работам художника, и многократное тиражирование единожды найденных приёмов.
Фудзита обладал многогранным талантом: помимо живописи, он творил в области графики, фотографии, керамики, театра, кино и дизайна одежды. При жизни его творчество пользовалось большим успехом; цены на его картины были сопоставимы с ценами на картины Пикассо. В послевоенные годы, однако, репутация «военного преступника», сложившаяся из-за сотрудничества Фудзиты с военными властями Японии, привела к снижению интереса к его искусству. Забытое на протяжении нескольких десятилетий, наследие Фудзиты вновь обретает популярность у ценителей в конце ХХ — начале XXI веков: так, в 1990 году картина «Девочка в парке» (фр. Jeune fille dans le parc, 1957) была продана за 6 050 000$; в 2007 году картина «Две подруги (Юки и Мадо)» (фр. Les deux amies (Yuki et Mado)) была продана на аукционе Сотбис за 204 000£.

### Раннее творчество и годы учёбы
Рисовать Фудзита начал очень рано, вдохновляясь в первую очередь окружающей природой. Он стремился зарисовать всё, что видел — цветы, травы, деревья, птиц, рыб, насекомых — вначале пальцем на песке, а после кисточкой и тушью на листках рисовой бумаги. Позднее, в шестилетнем возрасте, его начинает привлекать военная тематика, поскольку отец-генерал много рассказывает ему о текущей японо-китайской войне. Среди его рисунков того времени — лошади, фигуры людей в движении и батальные сцены. К 1898 году относится его первая работа маслом, изображающая курицу с яйцами.
Поступив в 1905 году в Токийскую высшую школу изящных искусств, Фудзита был вынужден придерживаться канонов традиционной японской живописи и заданных преподавателями тем. На первый взгляд его работы этого периода мало отличаются от работ его товарищей по обучению, однако в них чувствуется большее мастерство, лучшее владение линией и более оригинальная трактовка формы. Молодой художник стремился следовать выбранным художественным ориентирам: предмет его интереса — искусство Европы, в первую очередь Франции, хотя знал он об этом искусстве крайне мало. Пройдя обязательный полугодовой курс японской живописи, Фудзита продолжил обучение на отделении западной живописи, то есть живописи маслом, которая получила широкую известность в Японии лишь после реставрации Мэйдзи и в те годы ещё воспринималась как новшество. В числе его преподавателей был вернувшийся после обучения во Франции Сэйки Курода, чей стиль сформировался под влиянием академизма и импрессионизма. Однако Фудзита не стремился перенимать его манеру, а учитель был недоволен художественными экспериментами ученика. Его главную дипломную работу — «Автопортрет» (1910), написанный в тёмных тонах, несвойственных импрессионистской живописи — Курода продемонстрировал классу в качестве примера того, как не надо писать. В результате Фудзита окончил школу шестнадцатым из тридцати студентов.

### Первый парижский период
Буквально в день своего приезда в Париж Фудзита вместе с художником Мануэлем Ортисом де Сарате отправился в мастерскую Пабло Пикассо. Там он увидел его картины «голубого периода», ряд кубистских картин, препарированные (с целью последующего изображения) музыкальные инструменты, негритянские маски и статуи. Всё это произвело на японского художника огромное впечатление; ему казалось, что он очутился в самом сердце авангарда. В мастерской Пикассо находились также три картины Анри Руссо, которые привели Фудзиту в восхищение: он и не предполагал, что в живописи возможны такая смелость и такое пренебрежение условностями и канонами искусства. Этот момент стал для него переломным:
У меня, доселе не знавшего даже таких имён, как Сезанн или Ван Гог, вдруг открылись глаза, и я взглянул совершенно в ином направлении. Я обнаружил, что до сих пор всё моё художественное образование ограничивалось знакомством со стилями одного-двух человек. Я осознал, что картины — это свободные творения, могущие принимать самые разнообразные формы. И я понял, что мне нужно идти вперёд, достичь внутренней свободы и сказать новое слово, выражая мои собственные идеи. В тот день я просто швырнул на пол мои рисовальные принадлежности, понимая, что мне предстоит начать всё заново с самого начала.
В ноябре 1913 года Фудзита посетил Осенний салон, где увидел большое количество работ современников; зиму 1914 года он провёл за тщательнейшим изучением экспонатов Лувра. В ранний парижский период на его творчество оказали влияние, помимо Анри Руссо и Пикассо, такие художники, как Сутин, Модильяни, Матисс, Грис. Он писал меланхоличные пейзажи, в которых примитивизм Руссо сочетался с восточным минимализмом. На некоторое время Фудзита увлёкся экспериментами в духе кубизма, однако это увлечение длилось недолго. Его работы этого периода до нас почти не дошли, поскольку большее количество своих ранних произведений художник впоследствии уничтожил. Постепенно он нашёл то направление, в котором будет развиваться его искусство:
На протяжении трёх первых лет в Париже я ежедневно бывал в Лувре. Я снова и снова ходил смотреть на «примитивов», в греческие и ассирийские залы, потому что видел в них художественный синтез Запада и Востока — то, что я хотел осуществить в своём собственном творчестве.
В 1920-х годах первую громкую славу художнику принесли картины в жанре ню, сочетавшие в себе почти салонную привлекательность с гипертрофированной изящностью. Он разработал для них особую технику, позволявшую передать средствами масляной живописи гладкую текстуру японской бумаги. На этой идеально ровной поверхности, напоминающей слоновую кость, Фудзите удавалось проводить тончайшие линии. Ещё одна характерная особенность этих работ — их колористический минимализм, почти монохромность. Постепенный сдвиг в сторону всё более светлых тонов в палитре Фудзиты наметился в начале 1920-х годов; вскоре он решит отдать приоритет белому цвету (несправедливо, на его взгляд, пренебрегаемому большинством художников), демонстрируя его богатство и красоту. Фудзита покрывал холст особым молочно-белым фоном, причём состав краски держал в тайне. Кроме того, он сочетал масляные краски с японской тушью, либо её искусной имитацией, и гордился тем, что ему удалось совместить две несовместимые техники.

Лежащая обнажённая с туалью из Жуи (1922). Холст, масло, тушь, уголь, карандаш; 130 × 195. Парижский музей современного искусства

В 1922 году настоящей сенсацией стала картина «Лежащая обнажённая с туалью из Жуи» (фр. Nu couché à la toile de Jouy), своей композицией напоминающая «Олимпию» Мане и одалисок Тициана и Энгра. Женщина (моделью для которой, по словам самого Фудзиты, послужила Кики с Монпарнаса) лежит на смятых простынях в нише под пологом; её взгляд направлен прямо на зрителя. Фон выполнен оттенками сепии (Фудзита передаёт традиционные цвета туали из Жуи); перламутровая белизна женской кожи контрастирует с отдельными пятнами чёрного, тонкой чёрной линией обведены и контуры её тела. Единственный цветовой штрих — бледно-розовые губы женщины. На ламбрекене и боковых шторах изображены стилизованные под живопись XVIII века сцены, представляющие Венеру, Марса и Вулкана, что соотносится с «будуарным» характером основного сюжета.
Другая столь же известная картина в жанре ню — «Юки, снежная богиня» (фр. Youki, déesse de la neige, 1924): спутница художника изображена здесь лежащей на заснеженной горной вершине, а у её ног сидит волк. Бывший в ту пору в Париже В. В. Маяковский в своём очерке «Осенний салон» отмечал, что одно из ню Фудзиты вызвало настоящий ажиотаж («только в одном месте настоящая давка, настоящая толпа») и иронически писал: «Разлёгшаяся дама. Руки заложены за голову. Голая. У дамы открытые настежь подмышки. На подмышке волосики. Они-то и привлекают внимание. Волосики сделаны с потрясающей добросовестностью. Не каким-нибудь общим мазком, а каждый в отдельности. Прямо хоть сдавай их на учёт в Центрощетину по квитанции. Ни один не пропадёт — считанные».
Рядом с женщинами Фудзита нередко изображал кошек, которые станут затем самостоятельной темой его живописи. Он стремился передать грацию кошек, их излюбленные позы, текстуру их шёрстки и особенности характера. Кошки (в действительности жившие у Фудзиты) присутствуют и на многих автопортретах художника. Помимо кошек, Фудзита часто изображал собак и других животных: свою детскую любовь к миру природы он сохранил и в зрелые годы. Анималистический жанр пользовался успехом, и в 1928 году Андре Сальмон написал о художнике: «Рисуя животных, Фудзита добился триумфа: животные помогли ему завоевать сердца людей». В 1930 году в Нью-Йорке была издана «Книга кошек» (фр. Livre des chats), содержавшая 20 иллюстраций Фудзиты к стихотворениям в прозе Майкла Джозефа.
На картинах Фудзиты также часто присутствуют дети (особенно девочки, похожие на кукол), иногда вместе с животными и птицами. Однако дети у Фудзиты, особенно в его поздних работах, лишены традиционного очарования; они выглядят странно, почти пугающе.
В свой первый «парижский» период Фудзита писал большое количество портретов, в том числе на заказ. Если вначале он привносил в них определённую стилизацию, под влиянием как воспринятого и осмысленного им западного искусства, так и художественных традиций своей родной страны, то постепенно аллюзии на античность и японскую живопись уступали место более явному реализму. Не менее важное место в творческом наследии Фудзиты занимают автопортреты. Начиная с середины 20-х годов он писал их ежегодно, и количество автопортретов, написанных им за всю жизнь, превышает сотню, что свидетельствует о неизменном интересе художника к собственному образу и его постепенной эволюции. На автопортретах Фудзита зачастую предстаёт в образе денди, в неизменных круглых очках, с длинной чёлкой и с усиками. Он также изображал себя в мастерской, в окружении собственных работ и инструментов художника. Как правило, его облик исполнен гармонии, лёгкой меланхолии и внутреннего умиротворения; исключением стал лишь автопортрет 1943 года, написанный в период Тихоокеанских военных действий.
В 1924 году Фудзита выступил в качестве сценографа, сотрудничая со шведским меценатом Рольфом де Маре в его «Шведском балете». В созданных им костюмах и декорациях для балета «Странный турнир» (фр. Le tournoi singulier) стилистика европейского модернизма сочеталась с элементами традиционного японского искусства.
В 1929 году Фудзита выставил в галерее Жё-де-пом пять монументальных полотен, в том числе два диптиха размером 3x3 метра. Вновь обратившись к своему излюбленному жанру — ню — он демонстрировал в этих работах как органичное владение приёмами японского искусства, так и свой интерес к европейской античности и итальянскому Ренессансу (рельефная мускулатура изображённых фигур напоминает живопись Микеланджело). Сам художник написал о них: «В эти четыре огромных полотна я вложил всю свою душу и весь свой труд».
В 1930-х годах Фудзита неожиданно проявил интерес к сюрреализму и создал ряд нетипичных для него работ с яркими, почти кричащими красками. Возможно, это произошло под влиянием соперничества с сюрреалистом Десносом, к которому от Фудзиты ушла его возлюбленная Юки. В этих работах Фудзита использовал ряд сюрреалистических клише: гротескные образы, фантастические видения, завуалированные символы смерти. Самая известная из картин в этом стиле — «Укротительница и лев» (фр. La dompteuse et le lion, 1930). Обнажённая женщина в чёрных чулках и зелёных туфельках (для этой картины в последний раз позировала Юки) стоит, положив руку на гриву огромного льва; рядом валяется человеческая рука, указывающая пальцем на женщину. Фантастические, онирические образы и позже возникали в работах Фудзиты, в частности, в таких произведениях, как «Сон» (фр. Le rêve, 1947), где спящую обнажённую женщину окружает странный хоровод одетых в человеческую одежду зверей и птиц.

### Латинская Америка. Японо-китайский период
Путешествие в Латинскую Америку (1931—1933) привнесло в творчество Фудзиты новые темы: наблюдая за повседневной жизнью боливийских, перуанских и мексиканских крестьян, он делал множество зарисовок, фиксируя особенности их внешности, одежды и быта. Здесь же он познакомился с монументальной живописью Диего Риверы. Вернувшись затем в Японию и поселившись в Токио, Фудзита создал собственную работу в этом жанре, получив заказ на роспись Бразильского кафе в одном из зданий квартала Гиндза. (Первый свой опыт настенной росписи художник осуществил в 1916 году в Лондоне, а впоследствии дважды практиковался в этом жанре в Париже.) В следующем году он выполнил ещё две фрески — одну для кафе Коломбан в том же квартале, другую для магазина Сого в Осаке. Впоследствии художник получал и другие заказы того же рода, а в 1934 году стал советником «Ассоциации японских художников-муралистов». В этот период он также написал статью, озаглавленную «Теория современной настенной живописи», в которой сожалел, что в Японии этому жанру уделяется так мало внимания.
В разных городах регулярно проходили персональные выставки Фудзиты, а галерея Нитидо заключила с ним четырёхлетний контракт на ежегодные выставки. После «красочного» латиноамериканского периода он вернулся к монохромии в чёрно-белых тонах, которую лишь местами оживляли мазки более ярких тонов. В 1937 году, в результате пари с коллекционером искусства Хирано Сейкити, Фудзита взялся создать «самую большую картину в мире». Для этого понадобилось сшить из небольших холстов единое гигантское полотно размером 20,5×3,65 м (работу вручную выполнил местный мастер) и занять под мастерскую огромный амбар для хранения риса, в котором можно было это полотно разместить), Фудзита по десять часов в день работал над грандиозным произведением, посвящённым теме четырёх времён года в Аките. Динамике праздничных сцен, детских шалостей, танцоров и музыкантов он противопоставил статику фигур местных жителей. В картине преобладают красный, белый и золотой цвета, а венчает изображённый пейзаж ярко-лазурное небо. На выполнение всей работы у художника ушло 174 часа; иногда он не выходил из амбара по три дня и три ночи. Чтобы создать затем раму для готовой картины, было использовано самое старое и прочное дерево, которое нашлось на лесопильне Хирано, поражённого выдающимся мастерством Фудзиты. В настоящее время произведение, называющееся «Праздники четырёх времён года в Аките», хранится в музее искусств этого города.
С 1938 года Фудзита работал военным художником на службе у японского правительства, что впоследствии сильно повредило его репутации. Он выполнял свои обязанности из чувства долга, но также и с подлинным энтузиазмом, который выразил, в частности, в интервью с журналистом из Фукуоки: «Первая мировая война в Европе стала источником вдохновения для великолепной батальной живописи; мы же должны стремиться к созданию ещё лучших работ». Его художественный стиль в это время претерпел радикальные изменения; он превратился в художника-документалиста, изображающего батальные сцены как по фотографиям, так и с натуры. В 1941 году его картина «Перл-Харбор, 8 декабря 1941» тиражировалась тысячами экземпляров в качестве пропаганды. Наиболее известной работой военного периода стала масштабная композиция «Последний день Сингапура» (1942); в 1943 году Фудзита получил Премию культуры, вручаемую газетой «Асахи», за своё творчество в совокупности и за эту картину в частности. Однако и в военные годы Фудзита продолжал писать (иногда тайно) небольшого формата ню и пейзажи.

### Второй парижский период
Прибыв в 1950 году в Париж, Фудзита уже два месяца спустя подготовил первую выставку из 50 работ в той же галерее Поля Петридеса (фр. Paul Petridès), где неоднократно выставлялся ранее. После военных лет он вернулся к прежнему кругу тем — детские портреты, образы материнства, кошки, пейзажи (за исключением ню) — держась в стороне от всех художественных школ и направлений 50-х годов. Его излюбленный сюжет в это время — изображения задумчивых большеглазых девочек, часто с платком на голове и бантом на шее. Девочки эти напоминают старинных кукол из воска или фарфора, коллекцию которых Фудзита держал в своей мастерской. Искусствовед и специалист по творчеству Фудзиты Сильви Бюиссон предполагает, что на их позы могла повлиять эстетика театра кабуки, с которым художник был прекрасно знаком. Так, игре актёров кабуки свойственна фиксация определённых условных жестов, «застывание» при переходе от одного движения к другому. С этими «застывшими» жестами Бюиссон сравнивает неподвижность детских образов Фудзиты.
Июль и август 1950 года Фудзита и Кимиё провели в Бретани, в Финистере, где художник написал ряд бретонских пейзажей в своей типичной светлой палитре. Низкие домики с белёными фасадами, лодки и мачты под бледным небом контрастируют с отдельными тёмными фигурами рыбаков и рыбацких жён в белых головных уборах. Что касается парижских пейзажей, то в них художник изображал значимые для себя места — собор Нотр-Дам, Цветочную набережную, отель Эдгар Кине на Монпарнасе — так, как если бы их не коснулось течение времени. Кроме того, с этого времени Фудзита от больших форматов перешёл преимущественно к малым.
В январе 1951 года, приняв приглашение провести выставку своих работ в Алжире, Фудзита отправился в путешествие по Северной Африке, в ходе которого сделал множество зарисовок. В ноябре того же года прошла крупная персональная выставка Фудзиты в Мадриде, которая имела огромный успех у публики. Художнику заказывали множество портретов; он отмечал, что ему удалось побить собственный рекорд по заказам за все предыдущие периоды. Кроме того, в Париже Поль Петридес, воодушевлённый успехом предыдущей выставки Фудзиты, обязался устраивать персональные выставки художника каждые два года. Постепенно к Фудзите возвратилась утраченная слава довоенных лет.
С середины 50-х годов художник часто писал цветы, особенно розы и сирень, собранные в букеты и помещённые в старинные вазы. В 60-х годах цветочные мотивы разнообразились ромашками, ландышами, полевыми цветами; букеты цветов часто держат в руках девочки, которые остаются одной из неизменных тем в творчестве Фудзиты. Ему свойственно раз за разом повторять сходные сюжеты, меняя детали: аксессуары в костюмах девочек, их позы, окружающие их цветы и атрибуты различных времён года.
В своём позднем творчестве Фудзита, ставший католиком, обращался преимущественно к религиозным темам и библейским сюжетам. Интерес к ним был отнюдь не внезапным и зародился у будущего художника ещё в детские годы, когда он рассматривал изображения святых в католическом храме в Токио. Впоследствии в Париже, в Лувре, он тщательно изучал религиозную живопись итальянских и фламандских художников; многократно копировал композиционные схемы и отдельные элементы картин Рафаэля и Боттичелли. В его собственном творчестве христианские сюжеты появились уже в 1917 году, а в 1919 году, за сорок лет до своего крещения, он выставил в парижской галерее Шерон 25 картин и рисунков на религиозные темы, в том числе пять работ маслом: «Рождение Иисуса», «Положение во гроб», «Дева с младенцем», «Христос» и «Целомудрие». В эти годы он также писал образы мадонн и молящихся женщин, используя насыщенные красные и синие цвета (которые сам художник сравнивал с палитрой Фра Анджелико) и особую технику для создания золотого фона.
В 1959 году Фудзита работал над тремя крупноформатными акварельными иллюстрациями к Апокалипсису: «Семь труб», «Четыре всадника» и «Новый Иерусалим». Сложные многофигурные композиции изобилуют тщательно выписанными деталями, в том числе макабрического характера. Возможно, в этой работе нашли отклик переживания Фудзиты, порождённые ужасами войны и атомными бомбардировками Японии.
В 1964 году Фудзита решил возвести в Реймсе, городе, где он принял крещение, часовню, посвящённую Деве Марии (впоследствии она получила известность как часовня Фудзиты). Для того чтобы самостоятельно расписать её интерьер, художник освоил новую для себя технику фрески. Грандиозная работа по росписи стен общей площадью около 110 м2 заняла шесть месяцев; 1 октября 1966 года произошло освящение часовни. В её интерьере преобладают жёлтый и синий цвета; местами их дополняют зелёный и тёмно-красный. В традиционные для христианской иконографии сюжеты Фудзита внёс неканонические элементы: так, в качестве своеобразного оммажа Реймсу как городу виноделия он написал в левом приделе фреску, на которой мадонна с младенцем сидит на винной бочке и держит в руке кисть винограда, в то время как на заднем плане различимы силуэты Реймсского собора и базилики Сен-Реми. Необычно и то, что лица многих персонажей искажены гримасами, а в композиции библейских сцен присутствуют гротескные и пугающие изображения скелетов, висельников, ухмыляющихся черепов, детей с пронзительным взглядом и странных животных. Тем не менее весь ансамбль фресок, благодаря «солнечным» жёлтым и мягким голубым тонам, создаёт ощущение умиротворённости и покоя.
По воспоминаниям Жоржа Прада, последней работой Фудзиты стало двойное изображение (в анфас и профиль) лика Христа, созданное им для Рене Лалу и самого Прада. Художник завершил его в цюрихской больнице, за три недели до смерти.

## Наследие и память
Вдова Цугухару Фудзиты, Кимиё Фудзита, скончавшаяся в 2009 году, завещала права на наследие своего мужа католическому благотворительному фонду Apprentis d’Auteuil. Под его эгидой в 2011 году был создан «Фонд Фудзиты» (фр. Fondation Foujita), которому принадлежат все права на творчество художника. Фонд преследует двойную цель: помощь нуждающейся молодёжи и приобщение её к искусству, а также пропагандирование творчества Фудзиты.

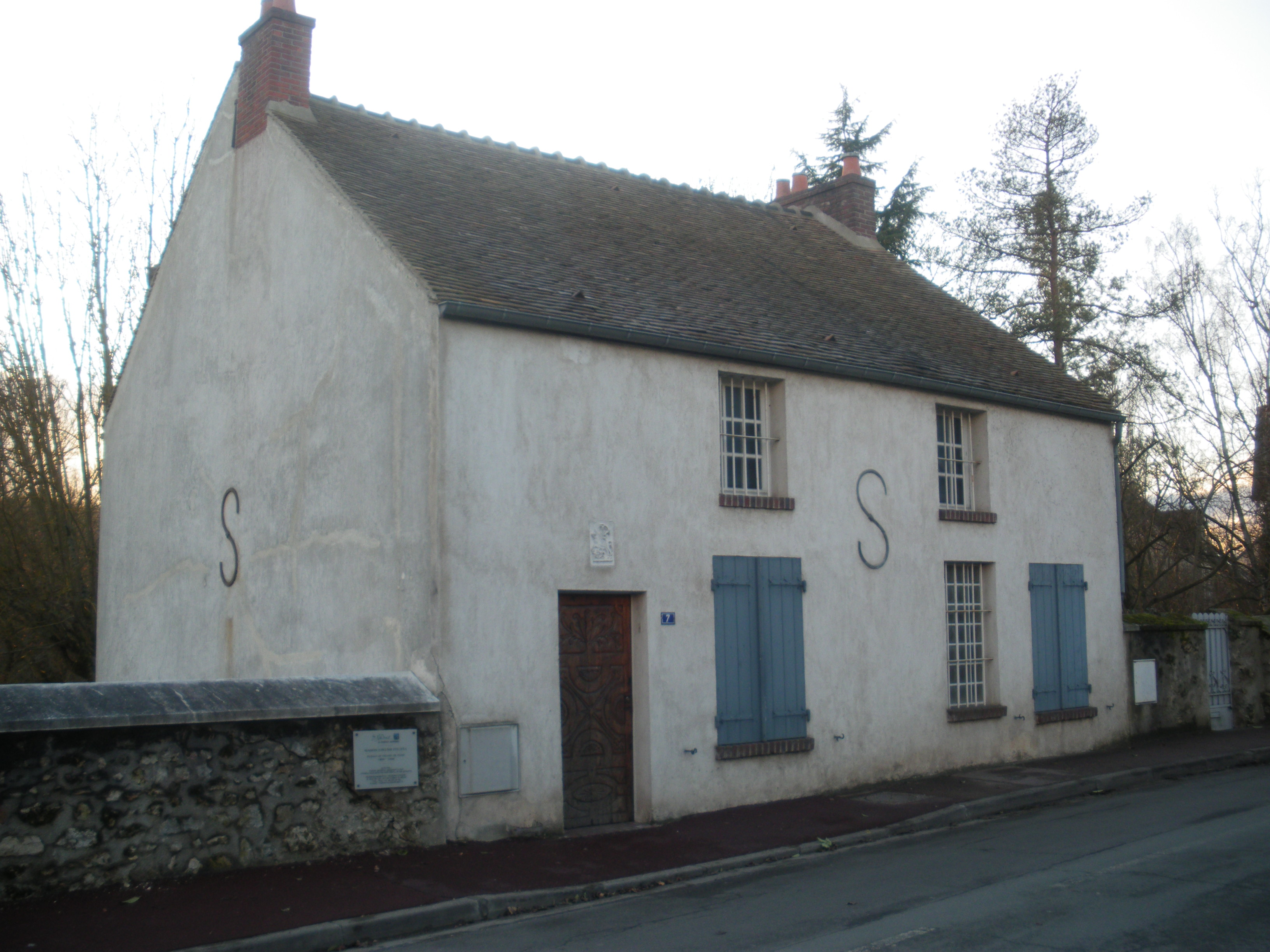
Музей Фудзиты в Вилье-ле-Бакль

Дом художника в Вилье-ле-Бакль в настоящее время является музеем. Этот небольшой домик XVIII века сохранён в том состоянии, каким остался после смерти Фудзиты, и после реставрации в 2000 году открылся для публики. Соответствующее пожелание ещё при жизни высказывал сам Фудзита, считавший, что посещение мастерской художника помогает лучше понять его творчество.
Большое количество картин Фудзиты находится в Реймсском музее изящных искусств. В 2013 году городу были переданы 663 работы художника, что делает реймсскую коллекцию крупнейшей в мире. Помимо картин, музею были переданы различные предметы и документы, связанные с жизнью Фудзиты: в общей сложности более 2300 экспонатов. На 2018 год было запланировано открытие нового здания музея, где целый зал будет отведён картинам Фудзиты, однако работы по возведению музейного комплекса продлятся, вероятно, до 2023 года. Кроме того, в Реймсе можно посетить возведённую и расписанную художником часовню Нотр-Дам-де-ла-Пэ (Пресвятой Девы Марии Мира).
Отдельные произведения Фудзиты также находятся в музеях Франции, Японии, США и в частных коллекциях. В 2011 году Музей изобразительных искусств Пола, расположенный в Хаконе близ Токио, получил от анонимного дарителя 37 картин Фудзиты, о существовании которых ранее не было известно. С 1987 года выходит каталог-резоне Фудзиты (составитель Сильви Бюиссон); по состоянию на 2019 год опубликовано три тома и готовится четвёртый.
В 2006 году в Токио состоялась крупная ретроспектива Фудзиты, приуроченная к 120-летию со дня рождения художника. В 2015 году японский режиссёр Кохэй Огури снял художественный фильм «Фудзита», повествующий о жизни художника. В 2018 году, в честь пятидесятилетия смерти, в ряде городов Франции и Японии прошли посвящённые ему выставки. Наиболее крупная выставка состоялась в парижском музее Майоля: на ней были представлены более ста работ из музеев разных стран и частных коллекций. В том же году во Франции была выпущена памятная марка, посвящённая Фудзите, а компания Google посвятила ему один из своих дудлов.
В России произведения Фудзиты экспонировались в ГМИИ им. А. С. Пушкина в рамках выставок «Парижская школа» (2011—2012) и
«„Шальные годы“ Монпарнаса. Живопись и графика из собраний Франции, Швейцарии и России» (2015).

## Комментарии
1. ↑  Встречается также написание имени «Леонар» и некорректное написание фамилии «Фуджита».
2. ↑  По другим источникам — в деревню близ Кумамото[6].
3. ↑  Впоследствии в этой галерее пройдут ещё несколько выставок Фудзиты[25].
4. ↑  В своих мемуарах, к которым Фудзита написал предисловие, Кики посвятила ему небольшую главку, заканчивающуюся следующей характеристикой художника: «Ещё один славный парень, простой и милый»[34].
5. ↑  По всей видимости, за двадцать лет Фудзита забыл, что его друг Модильяни похоронен не на монпарнасском кладбище, а на кладбище Пер-Лашез, однако его реплика свидетельствует о том, насколько значимым для него остаётся Монпарнас[63].
6. ↑  Речь идёт о грандиозном проекте издателя Жозефа Форе: он задумал уникальное издание с ограниченным тиражом — 7 экземпляров — которое должно было весить 110 килограммов и для работы над которым он привлёк семерых художников и семерых писателей[72].
7. ↑  В других источниках уточняется, что, несмотря на слова самого Фудзиты, на самом деле он побывал в мастерской Пикассо лишь спустя полгода жизни в Париже[95].
8. ↑  «Примитивами» в то время называли художников западноевропейского проторенессанса, в чьих произведениях ещё были сильны традиции восточноевропейского — византийского искусства.
9. ↑  Впоследствии это издание, выпущенное тиражом в 500 экземпляров, станет библиографической редкостью[36]; в 2014 году одна из книг будет продана на аукционе за 77 500$[111].